# フォーイット
株式会社フォーイットは、東京都渋谷区に本社を置く日本のアフィリエイトサービスプロバイダ（ASP）。

## 概要
ASP事業社として親会社に株式会社フルスピードを持つ。主な事業はPCユーザー向けアフィリエイトプログラム運営代行サービス「AffiliateB」。アフィリエイトサービスの成功報酬型広告（アフィリエイト）。自社運営サイトの「スマイルモール」PC・スマートフォン・モバイル向けに展開している。

## 沿革
- 2006年10月 - アフィリエイトＢサービス開始
- 2009年12月 - アフィリエイトＢモバイルサービス開始
- 2010年4月 - 次世代メディアネットワークカンパニーを目指し株式会社フルスピードから分離独立
- 2013年12月 - スマイルモールサービス開始

## 関係会社
- フリービット株式会社
- 株式会社フルスピード